# 曼努埃爾·羅哈斯 (菲律賓)
曼努埃尔·罗哈斯-阿库纳（西班牙語：Manuel Roxas y Acuña，他加祿語：[maˈnwel aˈkuɲa ˈɾɔhas]，1892年1月1日—1948年4月15日），菲律宾政治家，1946年至逝世期间出任菲律宾第三共和国第一任总统。

## 生平
罗哈斯幼年时在卡皮兹的公立学校接受早期教育，十二岁时就读于香港圣若瑟書院。后来回到了卡皮兹，並转学到马尼拉高中（后更名为阿拉洛高中），并于1909年以优异成绩毕业。罗哈斯早年就读于马尼拉大学，1917年步入政界，投身于菲律宾独立运动。二战期间，罗哈斯与日本占领当局合作。由于道格拉斯·麦克阿瑟为其行为辩护，并找出吕宋岛游击队领袖埃德温·拉姆齐为其背书，罗哈斯在战后未受追究。1946年4月当选菲律賓自治領總統，1946年5月28日就職。同年7月4日菲律宾宣佈独立，罗哈斯就任菲律賓第三共和國的首任總統，直到1948年4月15日逝世。
1948年罗哈斯在克拉克空军基地發表完演說後覺得暈眩，當天稍晚死於心臟病。
罗哈斯死後兩天，副總統埃尔皮迪奥·基里诺宣誓繼任為總統。
罗哈斯政府在经济上受到美国支持，但被迫允许美国军队使用苏比克海军基地和克拉克空军基地。他的政府存在着严重的贪污和腐败行为。
| 前任： 塞尔吉奥·奥斯米纳 | 菲律宾总统 1946年－1948年 | 繼任： 埃尔皮迪奥·基里诺 |